# 田老鉱山
田老鉱山（たろうこうざん）は、日本の元鉱山。硫化鉱を採掘していた銅山である。岩手県下閉伊郡田老町（現：宮古市）に存在した。

## 経歴
江戸時代末期、領内の鉱山開発をしていた盛岡藩のお抱え商人であった高島嘉右衛門により鉄鉱床が発見される。その後所有者を転々とした後、1919年（大正8年）にラサ島燐鉱（現・ラサ工業）が買収。当初は化学肥料の硫安製造の原料となる硫化鉱を得る目的であった。景気の悪化により暫くの間ほぼ手つかずの状態であったが、試掘により有望な鉱山であることが判明すると、同社は1936年（昭和11年）に田老鉱業所を設置し本格稼働する。最盛期には約4,000人が暮らす大規模な鉱山であった。そのため、従業員用の多数の社宅や小学校・郵便局・診療所・商店などが作られてひとつの街を形成していた。
採掘した鉱石は、当鉱山より10数km離れた宮古港駅隣接の鉱石貯蔵施設（ホッパー）まで索道にて運搬され、海路にて日本統治下の朝鮮にあった長項精錬所などへ運ばれた他、
1939年（昭和14年）に同社の宮古精錬所（現・ラサ工業宮古工場）が稼働開始すると、同所まで専用鉄道にて運ばれた。現在宮古市のシンボルとなっている大煙突は、この銅精錬において発生する亜硫酸ガスを放出するためのものであった。太平洋戦争では米軍機の空襲に遭い工員1名が犠牲となっている。また戦局が悪化すると軍需省の命令により操業を停止させられ、人員は長野県の松代大本営建造のために徴用された。1961年（昭和36年）5月には、三陸フェーン大火によりほとんどの鉱山住宅（448棟）や設備を焼失。するも、約2年後に復旧した。
資源の枯渇と海外から銅の輸入が進み採算が悪化したことから、鉱山は1971年（昭和46年）に閉山。ラサ工業も鉱山事業より撤退した。

## 閉山後
閉山後は明星大学の所有物となり、、理工学部の測量実習・橋梁実験・土圧研究・風力発電などの各種の実験・実習や体育活動、合宿などに利用していた。さらに1984年には宇宙線観測所と鉱山資料館を開設された。
しかし、その後徐々にこれらの施設が利用されることが減り、宇宙線観測所は遠隔地からデータ取得が可能になったこと、鉱山資料館は東日本大震災後に再建された宮古市田老公民館へ移転したため、2013年に完全閉鎖された
閉山後も鉱業権者のラサ工業によって排水処理が続けられている。

## 著名な出身者
- 藤原敏男
- 北島璋男 - 岩手県沢内村議会議員、全国町村議会議長会副会長